# Eryngium pectinatum
Eryngium pectinatum är en flockblommig växtart som beskrevs av Karel Presl och Dc. Eryngium pectinatum ingår i släktet martornar, och familjen flockblommiga växter. Inga underarter finns listade i Catalogue of Life.